# Morris B. Abram

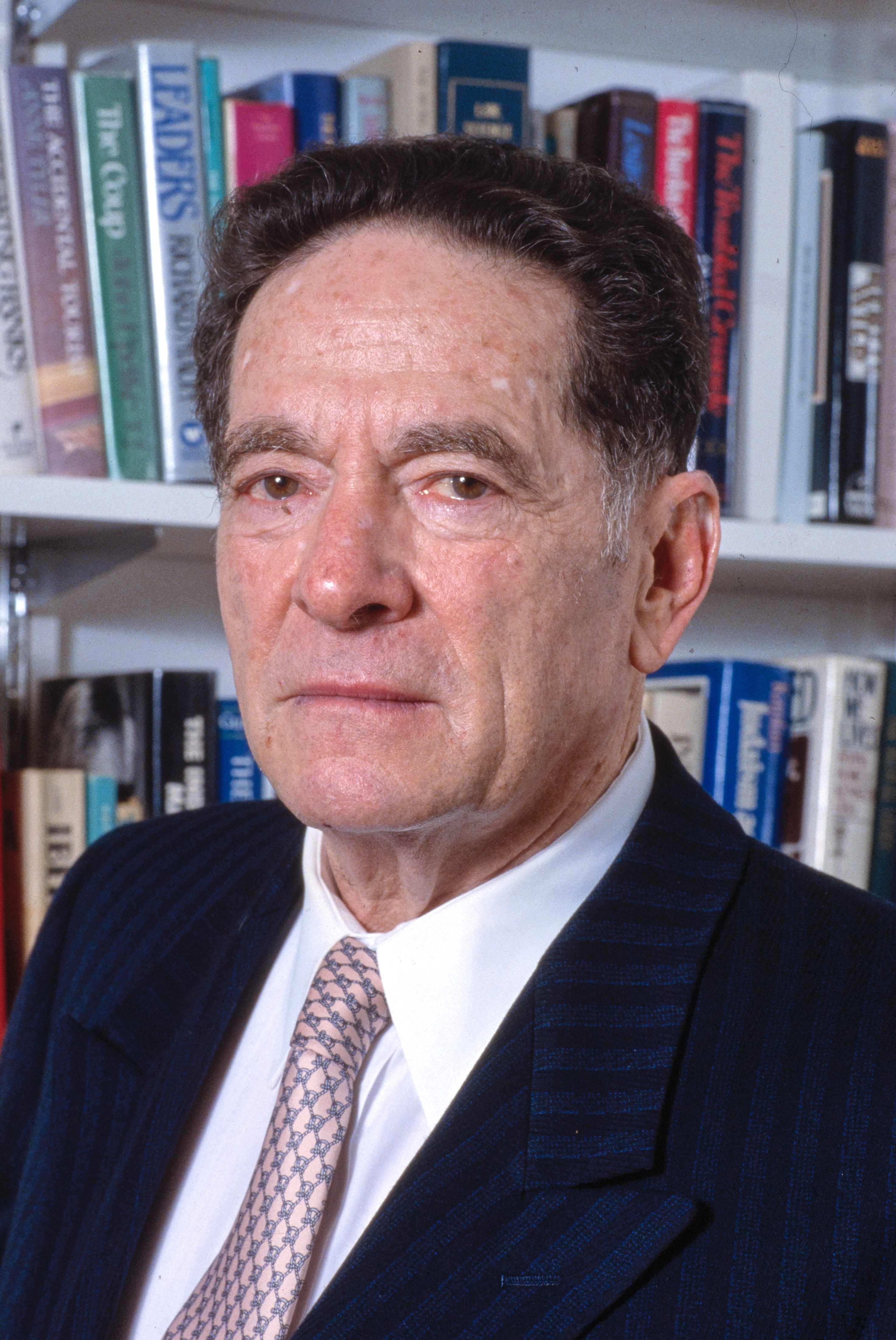
Morris B. Abram

Morris Berthold Abram (geb. 19. Juni 1918 in Fitzgerald, Georgia; gest. 16. März 2000 in Genf) war ein US-amerikanischer Jurist und Anwalt für Bürger- und Menschenrechte.
Abram führte einen 14-jährigen Kampf gegen eine Wahlregel des US-Bundesstaates Georgia, die den überwiegend weißen Wählern auf dem Land ein größeres Stimmgewicht als den städtischen, meist schwarzen Wählern gab. Die richtungsweisende Entscheidung des Obersten Gerichtshofs von 1963, dass die Regel verfassungswidrig sei, war ein Rückschlag für die Rassentrennung und bestätigte das Prinzip der Wahlgleichheit.

## Leben
Abram schloss 1938 sein Studium mit summa cum laude an der University of Georgia ab und wurde als Rhodes-Stipendiat ausgewählt, doch seine Pläne, die Universität Oxford zu besuchen, wurden vorübergehend durch den Eintritt Großbritanniens in den Zweiten Weltkrieg gestoppt. Stattdessen schrieb er sich an der University of Chicago Law School ein, die er 1940 abschloss. Nach dem Militärdienst besuchte Abram Oxford und erwarb den Bachelor- (1948) und Master-Abschluss (1953).
1949 begann Abram seinen Kampf gegen die georgische Wahlordnung und fiel ihr selbst zum Opfer, als er 1953 im Fünften Wahlbezirk die Nominierung als Demokrat für den Kongress anstrebte. Er setzte sich für die Aufhebung der Rassentrennung an Schulen ein und hatte das bevölkerungsreiche Fulton County hinter sich, zu dem auch Atlanta gehört. Er büßte jedoch zwei kleinere Landkreise ein, die ein unverhältnismäßig hohes Stimmgewicht hatten, und verlor die Wahl.
1961 wurde Abram von US-Präsident John F. Kennedy zum Chefjuristen des Friedenscorps ernannt und er diente in verschiedenen Kommissionen und Gremien unter vier weiteren Präsidenten. Er war nationaler Präsident des American Jewish Committee (1963–68), Vorsitzender des United Negro College Fund (1970–79), Vorsitzender der National Conference on Soviet Jewry (1983–88) und Vorsitzender der Conference of Presidents of Major American Jewish Organizations (1986–88). Von 1963 bis 1983 war Abram Partner der Anwaltskanzlei Paul, Weiss, Rifkind, Wharton & Garrison, mit Ausnahme der Jahre 1968 bis 1970, in denen er als Präsident der Brandeis University in Waltham, Massachusetts tätig war, wo er auf Gründungspräsident Abram L. Sachar folgte. 1993 wurde er Berater dieser Anwaltskanzlei und gründete zusammen mit Edgar Miles Bronfman die Organisation UN Watch, deren Vorsitz er bis zu seinem Tode innehatte.